# Edeka Hessenring
Edeka Hessenring (Eigenschreibweise EDEKA Hessenring) ist eine Regionalgesellschaft innerhalb des Edeka-Verbunds. Als solche ist die Gesellschaft ein Großhändler und für einen optimal koordinierten Einkauf, Vermarktung der Produkte, effiziente Logistik, Entwicklung von neuen Standorten bis hin zu rückwärtigen Prozessen, wie z. B. Personalentwicklung, Personal- und Rechnungswesen zuständig. Neben der Betreuung der selbstständigen Einzelhändler betreibt die Edeka Hessenring auch Verbrauchermärkte und Abholgroßmärkte der Marke EDEKA C+C großmarkt über die Tochtergesellschaft SB-Union in Eigenregie. Darüber hinaus gehört auch das Fleischwerk Hessengut und weitere Unternehmen zur Gesellschaft. Das Unternehmen hat seinen Sitz in Melsungen und beschäftigte Ende 2021 8200 Mitarbeiter im Unternehmensverbund. Das Gebiet der Gesellschaft erstreckt sich auf Nord- und Mittelhessen, sowie regionale Ausläufer von Südniedersachsen, Nord- und Mittelthüringen und dem östlichen Westfalen. Als genossenschaftlich organisierter Verbund sind die Edeka-Kaufleute die Besitzer der Regionalgesellschaft Edeka Hessenring.

## Geschichte

### Die Anfänge der hessischen Edeka-Genossenschaft (1921–1973)
Das Statut einer der Vorgängergenossenschaften wurde am 13. April 1921 erfasst. Es folgten Änderungen und Fusionen mit anderen Genossenschaften. So verschmolzen im November 1955 die Edeka-Großhandel Gleiberg eGmbH (Gleiberg), im Januar 1964 die Edeka-Großhandel eGmbH aus Londorf, im November 1965 die Edeka-Großhandel eGmbH aus Marburg und im April 1967 die Edeka-Großhandel Dillenburg eGmbH aus Dillenburg. 1969 wurde diese Genossenschaft als Edeka Mittelhessen eGmbH, mit Sitz in Großen-Buseck, geführt. Im Juli 1969 verschmolz die in Kassel ansässige Edeka Nordhessen (Statut vom 20. Mai 1951) mit der Edeka Großhandel Eschwege eGmbH (Eschwege). Es folgten die Übernahmen durch die Edeka Mittelhessen der Edeka Großhandel Friedberg eGmbH aus Friedberg im November 1969, der Edeka Großhandel Fulda eGmbH aus Fulda im November 1970 und im September 1974 wiederum der nun EDEKA-Nordhessen eG Kassel-Melsungen genannten Genossenschaft.

### Die Entwicklung der Edeka Hessenring (1974–)

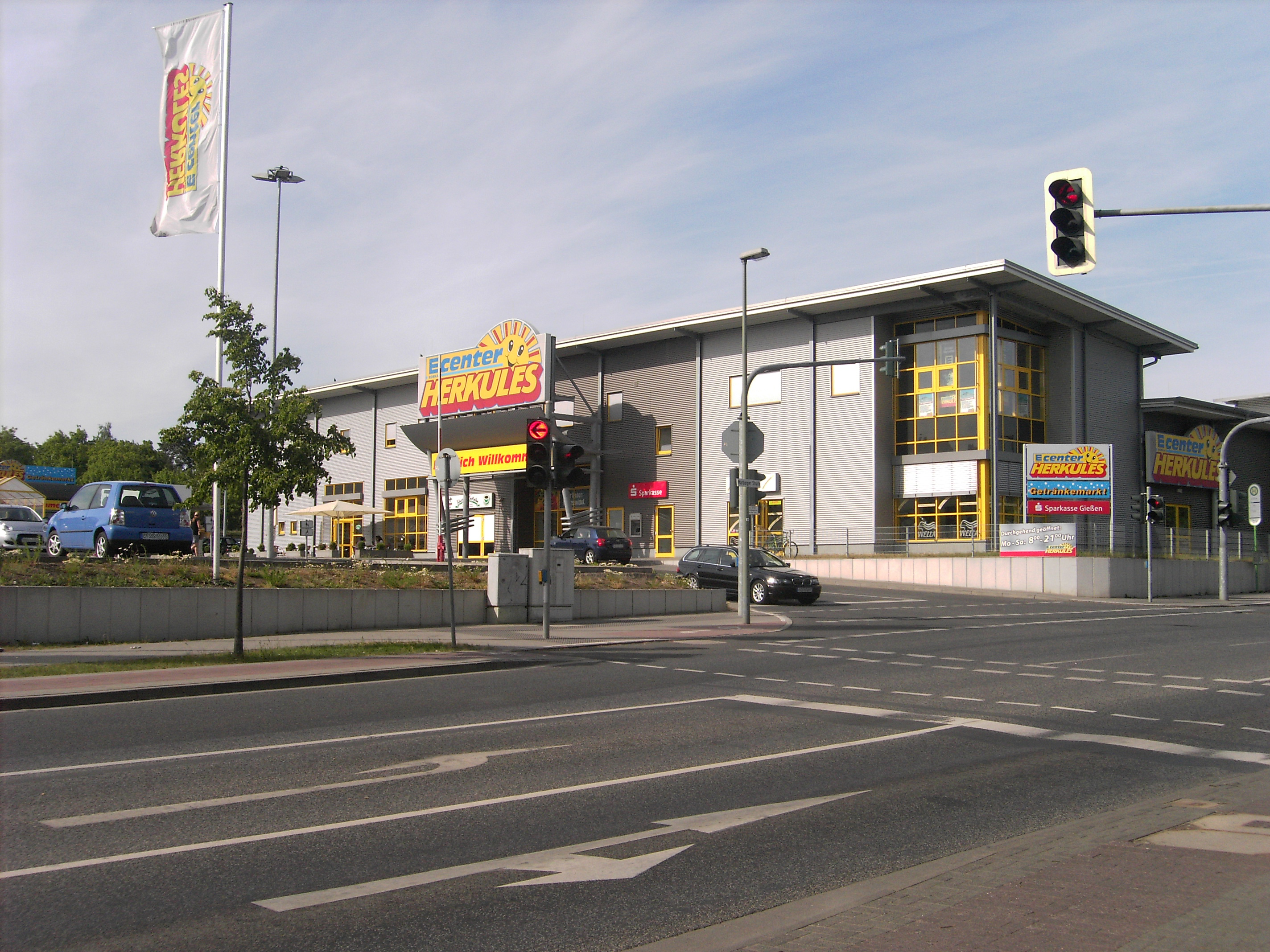
Das EDEKA center Herkules in Gießen im Mai 2011

Ende 1974 änderte die Edeka Mittelhessen ihren Namen in die EDEKA-Hessenring eG. Der Sitz wurde nach Kassel verlegt, ab Oktober 1979 folgte die Sitzverlegung nach Melsungen. In der Zwischenzeit verschmolz die Edeka Osthessen eGmbH aus Bad Hersfeld ebenfalls auf die Edeka Hessenring, im November 1976. Weitere Edeka-Genossenschaften durch Verschmelzungen wurden übernommen. So gingen die Edeka Volkmarsen eG (Volkmarsen) im Oktober 1979 und die Edeka Großhandel eG Bad Berleburg (Bad Berleburg) im Juni 1989 in der Edeka Hessenring auf.
Die im eigenen Absatzgebiet befindlichen Marktkauf-Häusern der ehemaligen AVA AG wurden ab 2007 vom Edeka-Verbund bzw. der AVA AG an die Regionalgesellschaften abgegeben. 2015 erfolgte in 48 Filialen der Gesellschaft ein erster Test mit kontaktlosem Bezahlen. Gleich zwei Mal (2008 und 2016) gab es Überlegungen innerhalb des Edeka-Verbunds die beiden Regionalgesellschaften Edeka Hessenring und Edeka Rhein-Ruhr zu fusionieren. Letztlich wurde im November 2016 bekannt, das Fusionen weiterer Regionalgesellschaften ausgeschlossen seien. Als einzige der sieben Regionalgesellschaften nimmt die Edeka Hessenring nicht am Kundenbindungsprogramm der DeutschlandCard teil. Auch nach dem Wechsel zum Bonusprogramm Payback im Jahr 2025 hat sich die EDEKA Hessenring als einzige Regionalgesellschaft gegen eine Teilnahme entschieden.

## Fusionen
1. 1 2 3 4 5 6 7 8 9 10  Gründungsjahr unbekannt

## Markttypen

### EDEKA
Kleine und mittlere Super- und Vertriebsmärkte werden bei der Edeka Hessenring unter der Edeka-Vertriebslinie betrieben. Laut Expansionsbroschüre der Edeka Hessenring sollten Märkte dabei im Durchschnitt eine Verkaufsfläche von 1200 m² aufweisen können.

### EDEKA center Herkules
Größere Märkte ab ca. 4000 m² werden bei der Edeka Hessenring als EDEKA center geführt. Dabei werden die Märkte von der Tochtergesellschaft Rheika-Delta Warenhandelsgesellschaft mbH betrieben und flaggen als EDEKA center Herkules. 2019 bestand das Filialnetz aus 38 Standorten.

### Herkules Bau & Garten
Als einzige der verbliebenen sieben Regionalgesellschaften betreibt die Edeka Hessenring weiterhin Baumärkte, die als Herkules Bau & Garten flaggen. Auch sie gehören zur Tochtergesellschaft Rheika-Delta Warenhandelsgesellschaft mbH. 2019 bestand das Filialnetz aus 23 Standorten.

### Marktkauf
Über die Tochtergesellschaft MK Warenhandels GmbH betreibt die Edeka Hessenring SB-Warenhäuser der Vertriebslinie Marktkauf.

### Ratio
Im Ratio_Land in Baunatal betreibt die Edeka Hessenring ein Ratio SB-Warenhaus sowie einen Ratio Bau- & Gartenmarkt. Beide werden über die Tochtergesellschaft MK Warenhandels GmbH geführt. Am Standort bestand bereits ab 1976 ein SB-Warenhaus unter dem gleichen Namen. 2011 wurde der Markt an die Edeka Hessenring abgegeben und im Zuge dessen modernisiert und zu einem Einkaufszentrum mit verschiedenen Einzelhändlern ausgebaut. Der mit 9500 m² Verkaufsfläche größte Anteil wird jedoch weiterhin vom im Dezember 2011 wiedereröffneten Ratio SB-Warenhaus genutzt.

### Weitere Vertriebslinien
Als Teil der Rheika-Delta Warenhandelsgesellschaft mbH werden Sportfachgeschäfte als Sport Treff und Elektronikmärkte als Technik Partner betrieben. Diese befinden sich häufig in EDEKA center Herkules-Häusern oder im selben Gebäude.

### Logos

Logo von EDEKA
Logo von MARKTKAUF
Logo von RATIO

## Großhandel
Neben der Edeka Südbayern ist die Edeka Hessenring die einzige der sieben Edeka-Regionalgesellschaften, die ihre C+C-Märkte noch selbst betreibt – die anderen Regionalgesellschaften gaben ihre Großmärkte 2018 an die Edeka Foodservice ab. Lediglich die übernommenen Ratio-Großmärkte wurden Ende 2019 an die Edeka Foodservice übergeben und infolgedessen auf Handelshof umgeflaggt. Bereits seit 1964 betreibt man dabei Märkte, die heute als EDEKA C+C großmarkt der SB-Union Großmarkt GmbH flaggen. Dabei ist die SB Union eine Tochtergesellschaft der Edeka Hessenring. Die Standorte befinden sich in Cölbe, Eschwege, Erfurt, Gießen, Gotha, Göttingen, Kassel und Petersberg.

## Logistik
Die Edeka Hessenring betreibt verschiedene Lager- und Logistikstandorte, darunter:
- Lager in Großen-Buseck, Melsungen und Straußfurt sowie
- das Fleischwerk Hessengut in Melsungen

## Kritik
Nachdem Edeka zum 1. Januar 2025 zum Bonusprogramm Payback gewechselt ist, wurde bekannt, dass die sieben Edeka-Regionalgesellschaften eigenständig entscheiden können, ob sie in ihrem Vertriebsgebiet daran teilnehmen wollen. Die Edeka Hessenring ist die einzige Regionalgesellschaft in Deutschland, die ähnlich zur Teilnahme am Bonusprogramm DeutschlandCard, ihren Kunden diesen Service vorenthält und somit an keinem Treueprogramm teilnimmt und anbietet. Begründet wird dieser Schritt aus Kosten-Nutzen-Gründen. Zum Jahreswechsel 2024/2025 wurde hierzu massive Kritik laut, die auch dazu führten, dass eine Petition gestartet worden ist.